# Vane Pennell
Vane Hungerford Pennell  (Kensington, 16 augustus 1876 - Boscombe, 17 juni 1938) was een sporter uit Verenigd Koninkrijk. 
Pennell nam tijdens de Olympische Zomerspelen 1908 in eigen land deel aan twee sporten: Rackets, een indoor racketsport, en aan Jeu de paume.
Bij het Rackets verloor Pennell in het enkelspel in de kwartfinale van de latere winnaar Evan Noel. In het dubbelspel won Pennell samen met Astor de gouden medaille. 
In het Jeu de paumetoernooi werd Pennell tevens uitgeschakeld in de kwartfinale wederom door de uiteindelijke winnaar Jay Gould.

## Erelijst
- 1908 – 5e Olympische Spelen in Londen Rackets enkelspel
- 1908 –  Olympische Spelen in Londen Rackets dubbelspel
- 1908 – 5e Olympische Spelen in Londen Jeu de paume individueel